# لوسيو بيريرا
لوسيو بيريرا هو لاعب كرة قدم برتغالي في مركز حراسة المرمى، ولد في 1 سبتمبر 1954 في Leça da Palmeira ‏ في البرتغال. شارك مع منتخب البرتغال لكرة القدم. أما مع النوادي، فقد لعب مع نادي فارزيم ونادي ليتشويس.

## وصلات خارجية
- لوسيو بيريرا على موقع ناشيونال فوتبول تيمز (الإنجليزية)